# Santa Bárbara (Los Lagos)
Santa Bárbara, también llamada Fandango Norte y Chaitén Norte, es una localidad chilena ubicada en la comuna de Chaitén, Región de Los Lagos, a 10 km al norte de la capital comunal, y a unos 190 km de Puerto Montt. Al 2017, cuenta con 205 habitantes.
Tras la erupción del volcán Chaitén en 2008, y la posterior destrucción y abandono de la ciudad de Chaitén, este caserío fue sindicado por el Gobierno de Chile como el lugar donde el poblado se relocalizaría, lo que finalmente no ocurrió.
La localidad también es llamada Fandango Norte, por estar ubicada al norte del estero Fandango.

## Accesibilidad
Se puede acceder a Santa Bárbara por la Carretera Austral.